# Dunquat
Dunquat (Petawontakas, Dunquad, Daunghquat ; en langue lenape : Pomoacan), connu par les Britanniques sous le nom de Half-King, était un chef amérindien de la nation Wendat rangé du côté de la Grande-Bretagne dans la guerre de l'indépendance américaine. 

## Biographie
Dunquat et son peuple se déplacèrent vers la vallée de l'Ohio pour combattre les Américains dans l'Ouest. Il était à la tête d'une bande d'environ 200 Amérindiens de diverses tribus (essentiellement des Wendats et des Mingos, bien qu'il y ait eu également quelques Shawnees et Lenapes) au siège du fort Henry. Pendant la guerre, il protégea les Lenapes chrétiens et d'autres membres de leur tribu des préjugés contre leurs croyances.